# Genevrey
Genevrey – miejscowość i gmina we Francji, w regionie Burgundia-Franche-Comté, w departamencie Górna Saona.
Według danych na rok 1990 gminę zamieszkiwało 197 osób, a gęstość zaludnienia wynosiła 16 osób/km² (wśród 1786 gmin Franche-Comté Genevrey plasuje się na 548. miejscu pod względem liczby ludności, natomiast pod względem powierzchni na miejscu 316.).